# ردکین
ردکین (به آلمانی: Redekin) یک منطقهٔ مسکونی در آلمان است که در یریشو واقع شده‌است. ردکین ۶۸۰ نفر جمعیت دارد.